# Janiodes virgata
Janiodes virgata är en fjärilsart som beskrevs av Jordan 1924. Janiodes virgata ingår i släktet Janiodes och familjen påfågelsspinnare. Inga underarter finns listade i Catalogue of Life.